# Ostrava střed
Ostrava střed (dříve Ostrau-Witkowitz / Ostrava-Vítkovice) je nádraží na adrese Frýdlantská 499/5 ležící na trati Ostrava - Valašské Meziříčí, ze které v tomto nádraží odbočuje Báňská dráha a vlečka do Vítkovických železáren. Nachází se v blízkosti centra Ostravy. Nádraží je jedním z obvodů železniční stanice Ostrava hlavní nádraží.

## Historie
Původní název Ostrau-Witkowitz vyplýval z umístění mezi (Moravskou) Ostravou a Vítkovicemi.
V roce 1869 ostravští radní s tehdejším starostou Aloisem Anderkou předložili návrh o výstavbě nádraží, v blízkosti Vítkovických železáren, jámy Karoliny a císařské cesty, ministerstvu dopravy ve Vídni. Město na výstavbu nádraží nabídlo pozemek zdarma.

### Nádražní budova
Se zahájením provozu tratě v roce 1871 byla zahájena i výstavba budovy nádraží.
Původní budova byla patrová zděná s tříosým rizalitem na obou podélných stranách. Se zvýšeným provozem v osobní přepravě, jejím nárůstem vznikla potřeba rozšíření nádraží. Budova byla postupně rozšiřována.
V roce 1892 byla přistavěna hrázděná křídla na štítových stranách budovy pro dělnické čekárny a kanceláře. Křídla byla prodloužena v roce 1903. Současně byl zvětšen vestibul. Konečnou podobu vytvořil architekt Franz Bobrowsky. Jeho projekt z roku 1910 zachoval centrální patrovou budovu s postranními křídly. Průčelím v přízemí byl prolomen segmentový hlavní vstup krytý kovovou markýzou. Kryté nástupiště s litinovými sloupky.
V roce 1987 byla budova nádraží necitlivě opravována. Původní dělená okna byla nahrazena za nečleněná, strukturované omítky s motivy pozdní secese vyhlazeny, odstraněno dřevěné obložení ve vnitřním prostoru vestibulu, odstraněny původní dlažby.
V roce 2003 byla provedena náznaková rekonstrukce pod autorským vedením Ing. arch. Jaroslava Kotka a Ing. Pavla Krátkého. Vnitřní prostory mají neutrální monochromní barevnost, doplněny dřevěnými obklady a novou dlažbou.
V současné době je ve výpravní budově v umístěno Železniční muzeum moravskoslezské.

### Kulturní památky
Výpravní budova nádraží Ostrava střed a stavědlová věž byly 19. února 2003 prohlášeny kulturní památkou. Stavědlo je jedním z původní trojice obdobných staveb z režného cihelného zdiva s hrázděným patrem a vnějším přístupovým schodištěm. Dochovaný objekt je realizací typového projektu No 1774 z roku 1905.

## Současný provoz osobní dopravy
Stanici obsluhují[kdy?] vlaky linky S6 (Ostrava hl. n. – Frýdek-Místek – Frenštát pod Radhoštěm – Valašské Meziříčí) v době dopravní špičky v pracovních dnech v 30minutovém intervalu, mimo špičky a o víkendu převážně v hodinovém intervalu. Kromě toho obsluhují stanici ještě vlaky linky R61 (Český Těšín – Havířov – Ostrava hl.n. – Opava východ) v hodinovém (o víkendu dvouhodinovém) intervalu a vlaky linky S8 (Veřovice - Kopřivnice - Studénka - Ostrava-Svinov) v hodinovém intervalu. Vlaky jsou integrovány v systému ODIS, stanice leží v tarifní zóně číslo 1 a 2.[zdroj?]

## Služby ve stanici
V železniční stanici jsou cestujícím poskytovány tyto služby: vnitrostátní pokladní přepážka (ČD), výdej InKaret (ČD), čekárna pro cestující, úschovna zavazadel, úschovna kol, bezbariérové WC, rychlé občerstvení, restaurace, veřejné parkoviště.

## Fotogalerie

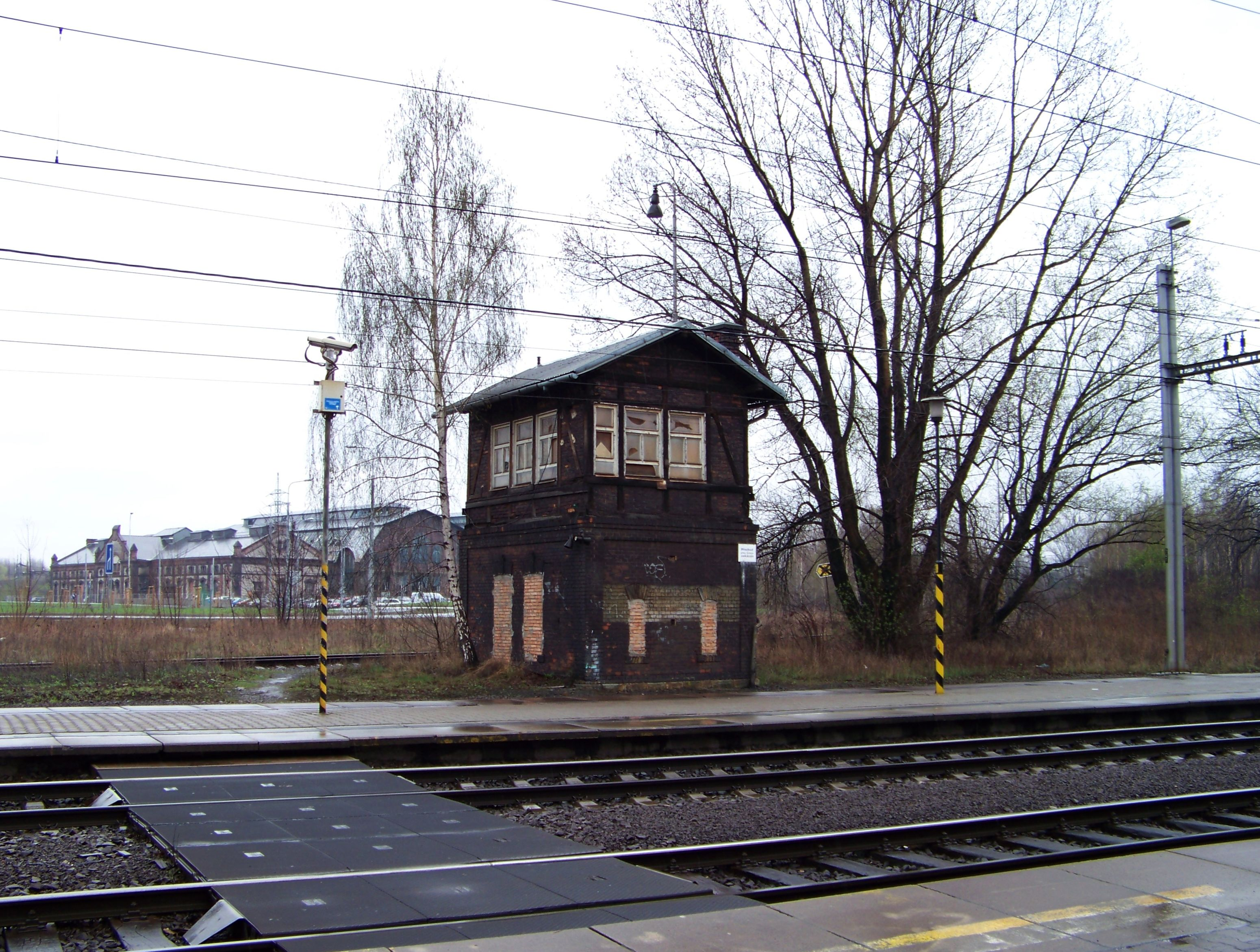
Stavědlo